# Чужі гріхи (телесеріал, 2007)
«Чужі гріхи» (ісп. Pecados ajenos) — американська іспаномовна теленовела виробництва телекомпанії Telemundo. У головних ролях Лорена Рохас та Маурісіо Іслас. Прем'єрний показ відбувся 8 жовтня 2007 — 13 червня 2008 року.

## Сюжет
Флорида, США. Наталія Руїс вже 20 років перебуває у шлюбі з Рохеліо Мерсенаріо, алкоголіком і садистом, від якого має сина і дочку. Чоловік постійнно б'є її. Крім того, її свекруха донья Агата привласнила її спадщину. Інес, давня подруга Наталії, яка насправді ненавидить її, влаштовує їй пастку: під час вечірки Мануель, спільник Інес, підсипає до келиха Наталії наркотик і вкладає її непритомну до себе в ліжко, а Інес робить так, щоб Рохеліо з дітьми заскочиди Наталію в обіймах чужого чоловіка. План дає збій, — коли Наталія приходить до тями, вона вирішує, що Мануель згвалтував її і б'є його лампою по голові. Наталія вважає, що вбила його, а Інес радить їй втікати. Наталія покидає вечірку з Монікою, ще однією близькою подругою. Дорогою вони потрапляють в автомобільну аварію, в якій гине приятелька Моніки, яка їх супроводжувала. Моніка ховає Наталію у своїй новій квартирі, сама ж оголошує її мертвою, пред'явивши владі тіло загиблої в аварії. Скоро Наталія знайомиться із бізнесменом Адріаном Торресом, чия дружина Елена власноруч зруйнувала їхній шлюб своїми хворобливим ревнощами. Наталія і Адріан закохуються один в одного, і саме за підтримки коханого жінка знаходить в собі сили, щоб повернутися і протистояти своїм ворогам. Наталія вимагає повернути її спадщину, і це дуже не подобається доньї Агаті...

## У ролях
- Лорена Рохас — Наталія Руїс Наварро де Мерсенаріо / Торрес
- Маурісіо Іслас —	Адріан Торрес
- Соня Сміт —	Елена Сандоваль де Торрес / Мерсенаріо
- Катрін Сіачоке —	Інес Вальєхо де Мерсенаріо
- Маріса Родрігес — Карен Вальєхо
- Аріель Лопес Паділья  — Рохеліо Мерсенаріо
- Себастьян Лігарде —	Мануель Сапата
- Лупіта Феррер — Агата Мерсенаріо
- Алісія Пласа —	Моніка Рохас де Феррара
- Карлос Камачо — Сауль Феррара
- Чела Аріас —	Ракель Сандоваль
- Рауль Ісагірре —	Едуардо Ларіос
- Мілдред Кірос —	Лаура Агілар
- Роберто Уікочеа — Ансельмо Агілар
- Аріанна Колтелаччі —	Ісабелла (Чавела)
- Майте Вільян — Маріселла Бракамонтес
- Адела Ромеро —	Мелінда Гамбоа
- Нурі Флорес — Лоліта
- Рауль Дюран — Беніто Алеха Гамбоа Моктесума
- Маріанна Торрес — Деніза Торрес Сандоваль
- Роса де ла Мора — Майте Осоріо
- Софія Лама — Глорія Мерсенаріо Руїс
- Алонсо Еспелета — Луїс Мерсенаріо Руїс
- Джанкарлос Канела — Альфредо (Фредді) Торрес Сандоваль
- Роберто Плантієр — Чарлі Вальєхо
- Едуардо Керво —	Рікардо (Рікі) Ларіос
- Хуліо Окампо — Рамон Гамбоа
- Джованна дель Портільйо — Даніела
- Даніель Луго — дон Марсело Мерсенаріо
- Ектор Соберон —	Гері Мендоса
- Евелін Сантос —	Гаспаріна Годой
- Ханна Сеа —	Россі Рохас
- Андрес Гарсія-молодший — Хав'єр Альфаро
- Пабло Портільйо  — Ектор Асекас
- Хімена Дюк — Марія Агілар
- Талі Дюкло —	Ельза Альфаро
- Наталі Корреа — Лусія
- Руді Павон — Хайме
- Ронні Монтемайор — Бенні
- Даніела Вільдосола — Анхеліка Асекас
- Раміро Теран — Фернандо Асекас
- Клаудія Аррояве — Нідія
- Карлос Фарах — Роберто
- Хуліо Арредондо — доктор Мартінес
- Стелла Маріс Ортіс — Хеорхіна
- Лупіта Джонс — Есмеральда
- Даніель Рене — Антоніо (Тоні)
- Енріке Еррера — Орасіо
- Іві Колон — Тереза
- Карлос Гарні — Норберто
- Андрес Містаге — Джеремі
- Нельсон Стіджерс — Даніель (Денні)
- Крістіна Фігарола — Ліза Фуентес
- Карлос Пітела — падре Хуліан
- Хав'єр Коронель — Маркос Реєс
- Жізель Дюк — Доріс
- Рамон Морель — доктор Солович
- Катрін Фуенмайор — Дженні
- Крістіан Карабіас — Тіто
- Хосе дель Ріо — містер Мур
- Іван Родрігес Наранхо — доктор Бельтран
- Хорхе Ларабурре — Джонатан (Джонні)
- Стів Рот — Антоніо Сандоваль
- Алехандро Крендаїн — доктор Дорантес
- Салім Рубіалес — Алехандро
- Рене Гатіка — Рохеліо Бустаманте
- Маркос Міранда — Хіменес
- Луїс Селейро — Веласкес
- Алехандро Данко — Оскар
- Нельсон Тальяферро — Педро
- Естебан Вільяреаль — доктор Сальватьєрра
- Сандра Ейшлер — Тіна
- Діана Франко — Долорес (Лола)
- Габріель Траверсарі — Роландо Ортега
- Хайме Павон — Лусіано Мелендес
- Нельсон Діас — Елеасар Агілар
- Хуан Хіменес — Максиміліано Аранда
- Алісія Гіль — Аманда

## Нагороди
FAMA Awards (2008)
- Найкраща акторка (Лорена Рохас)
- Найкращий актор (Маурісіо Іслас)
- Найкраща акторка у негативній ролі (Катрін Сіачоке)
- Найкращий молодий актор (Джанкарлос Канела)